# Hessischer Rundfunk
Hessischer Rundfunk (hr) – niemiecki regionalny publiczny nadawca radiowo-telewizyjny, obsługujący Hesję. Jest członkiem ARD, w imieniu którego zarządza placówkami korespondencyjnymi w Madrycie i Pradze. Główna siedziba stacji znajduje się we Frankfurcie nad Menem, posiada także studia telewizyjne w Kassel i Wiesbaden oraz radiowe w Darmstadt, Fuldzie i Gießen. Istnieje od roku 1948.

HR jest producentem sześciu regionalnych kanałów radiowych oraz telewizji hr-fernsehen, która pełni w Hesji funkcję trzeciego programu telewizji publicznej. Polscy widzowie mogą ją oglądać za pośrednictwem satelity Astra.

## Kanały radiowe
- hr1 – format Soft AC; do 2004 r. radio informacyjne.
- hr2 – kultura, muzyka poważna
- hr3 – muzyka pop dla dojrzałych słuchaczy
- hr4 – niemiecka muzyka pop
- hr-info (hr-iNFO) – informacje
- You FM (YOU FM, youfm) – dla młodzieży

Istniejące w przeszłości:
- hr-klassik (hr2 plus) – muzyka poważna (do września 2005)
- hr XXL – "niezależne" radio dla młodzieży (1998-2003), przemianowane na You FM
- hr-chronos – informacje (do roku 2003)
- hr-skyline – informacje biznesowe (1998-2004); zastąpione przez hr-info
- hr-info plus (hr-info+) – do końca 2009 r.